# Торьон
Торьон (фр. Taurion, встречаются написания Thaurion и Thorion) — река на юго-западе Франции (Новая Аквитания), левый приток реки Вьенна. Длина реки составляет 125 км.

## География
Река берёт начало на возвышенностях Жансью-Пижроля.
Ниже по течению во время Второй мировой войны (строительство начато в 1941, завершено в 1944) была построена дамба, с которой по подземным акведукам дополнительно запитывалось озеро Вассивьер (центр электропроизводства и гидроснабжения в регионе). Возникшая запруда 4 километра длиной и километр в самой широкой части позднее была названа озером Лаво-Желяд.
После ряда узких стремнин река вновь расширяется у Бурганёфа и далее течёт к Лиможу. Впадает во Вьенну около Сен-При-Торьон.

## Экология
Торьон с притоками объявлен территорией национального природного наследия (patrimoine naturel).